# Vlakte van de Raan
Vlakte van de Raan (även: Vlakte van Raan) är en sandbank i Nordsjön, 5 km utanför Belgiens kust på gränsen mellan Belgien och Nederländerna. Sandbanken ligger vid mynningen av Westerschelde. Den ligger i Flandern nära kommunen Knokke-Heist, 100 km nordväst om Bryssel.
Det fanns planer på att bygga en vindkraftspark på sandbanken, men förslaget drogs senare tillbaka på grund av klagomål från invånarna i Knokke och olika naturskyddsföreningar. Området har bland annat ett varierat djurliv med olika bottenlevande djur, marina däggdjur och fisk. År 2010 utsågs området till ett Natura 2000-område.